# Renato Lio
Renato Lio (Rende, 27 ottobre 1956 – Soverato, 20 agosto 1991) è stato un militare italiano, appuntato scelto dell'Arma dei Carabinieri. Fu insignito della medaglia d'oro al valor civile alla memoria.

## Biografia
Nella notte del 20 agosto del 1991, L’Appuntato Scelto Renato Lio si trova in località Russomanno a Soverato, impegnato in un normale posto di blocco insieme al collega Francesco Baita. Viene intimato l’alt ad una vettura. A bordo dell’auto tre persone, un pregiudicato, Massimiliano Sestito, durante la perquisizione, dopo aver spinto il graduato, prende una pistola nascosta sotto il sedile ed esplode tre colpi contro Lio. Nonostante fosse ferito, il militare continua a fronteggiare il suo aggressore salvo poi cadere a terra. Per lui non ci fu nulla da fare, il suo collega rispose al fuoco nemico. L’assassino venne catturato mentre gli altri, due cugini incensurati, si costituirono dimostrando la loro estraneità.

## Riconoscimenti
Alla sua memoria è intitolata, dal 27 ottobre 2021, la Caserma sede del Comando Stazione Carabinieri di San Pietro in Guarano (CS).